# Statue-menhir de Montagnol
La statue-menhir de Montagnol, est une statue-menhir appartenant au groupe rouergat découverte à Le Bez, dans le département du Tarn en France.

## Description
Elle e été découverte en 1996 par Jean Bonnet et Yvette Jeanjean au lieu-dit Montagnol consécutivement à des travaux routiers. Elle correspond au fragment inférieur d'une statue plus grande, gravée sur un bloc de granite. Le fragment découvert mesure 1,30 m de hauteur, 0,96 m de largeur et 0,38 m d'épaisseur. La face antérieure comporte des irrégularités, la face postérieure est bombée mais lisse.
Les seuls caractères anthropomorphes visibles sont les jambes jointes et une amorce des pieds (orteils gauches sous forme de tirets verticaux). C'est probablement une statue masculine. Le personnage porte une ceinture légèrement contrée avec une boucle rectangulaire assez soignée. La face postérieure de la statue n'est pas travaillée,.
La statue est conservée au centre d'interprétation des mégalithes à Murat-sur-Vèbre.